# Янис Папамадзарис
Йоанис (Янис) Папамадзарис, също Папавасилиу или Граматикос, известен на български като Яни Папамаджари и Яни Граматик (на гръцки: Ιωάννης Παπαμαντζάρης, Γραμματικός), е гръцки църковен деец, секретар на Костурската митрополия при митрополит Никифор I Костурски (1841 - 1875), развил активна дейност за спиране на зараждащото се българско просветно движение в Костурско.

## Биография
Роден е в 1819 година в Порти, Аграфа. Като малък е отвлечен от турски ага, за да бъде продаден като роб, но е освободен от друг турски бей. Учи при Георгиос Михаил в Лариса и Фарсала. През 1840 година се установява в Цариград, където се среща с архидякон Никифор, който в 1841 година става костурски митрополит и го взима със себе си в Костур като секретар.
В 1852 година митрополит Никифор и секретарят му Папамадзарис са затворени за два месеца в затвора за подкрепа на християни, отказали служба в османската армия. Двамата развиват широка борба със зараждащото се българско църковно и просветно движение в Костурско. Подлага на преследвания първите трима български учители в района - Георги Динков, отец Герасим Калугера и Търпо Поповски, като многократно прави опити да ги убие чрез платени убийци и ги клевети пред османските власти. По думите на Търпо Поповски:
| „ | Известието за отварянето на Косинското българско училище стреснало гръцкия кириарх Никифор, който като много прост и неграмотен се ръководеше от секретаря си Яни Граматик, който беше все и вся и веднага повдигна дело в Корчанското съдилище, на което ме представи за най-интригант и нарушител на владишките показания, затвори училището ми и съдружно с косинските първенци, числящ се и свещеник Захария, ни закара в Корча, дето несправедливо ни държа три цели месеци под надзор в мръсните ханища... Никифор със секретаря си Яни, зашеметен от появата на българизма и от силното движение на новодошлите учители, се запретнаха с всички морални сили да попречат на подновеното българско учебно дело, за което употребиха немалки суми, сасмо и само да могат да унищожат тримата учители и да затворят училищата им. Постоянно подкупени албанци сновяха по 3 български села и търсеха случай да убият родолюбивите трима учители, но напразно. | “ |

След смъртта на митрополит Никифор в 1874 година, Янис Папамадзарис поема временно управлението на епархията.
След разкриването на революционната мрежа на Анастасиос Пихеон, Папамадзарис е арестуван и затворен в Битоля.
Съдейства на гръцката пропаганда в Македония в началото на XX век и е обявен за агент от втори ред.
Умира в 1906 година.
В Костур е запазена родовата му къща.